# Abis
Abis接口，为BSS系统中的两个功能实体BSC（基站控制器）和BTS（基站收发信台）之间的通信接口，用于BTS与BSC之间的远端互连方式，该接口支持所有向用户提供的服务，并支持对BTS无线设备的控制和无线频率的分配。
其物理连接通过2Mb/s链路实现。采用LAPD协议进行数据链路层的传输，与Um口的LAPDm对接。Abis接口速率为16kbps，通过4×16kbps的复用方式适应E1链路的速率。信号方式也采用开放互连结构，其第一、第二、第三层接口协议分别满足GSM建议书08.54、08.56、08.58的要求。
Abis接口为私有接口，即BTS和BSC的协议可以根据各设备商自行规定。